# Mediaset
Mediaset S.p.A. è un'azienda italiana controllata dalla società MFE - MediaForEurope N.V. (parte del gruppo Fininvest della famiglia Berlusconi), attiva nell'ambito dei media e della comunicazione, specializzata primariamente nella produzione e distribuzione televisiva in chiaro e a pagamento su più piattaforme, oltre che nella produzione e distribuzione cinematografica, multimediale e nella raccolta pubblicitaria. 
È il secondo polo televisivo in Italia dopo la Rai.

## Storia

### Origini
Nel 1976 la Corte costituzionale sancisce la libertà d'esercizio per le reti televisive locali private via etere, favorendo lo sviluppo del modello televisivo commerciale. Nello stesso anno la Fininvest di Silvio Berlusconi acquisisce Telemilano, una delle prime emittenti locali in Italia, che aveva iniziato da poco a trasmettere via etere a livello nazionale. Telemilano era in crisi finanziaria per il mancato pagamento dell'affitto dei locali in cui sorgeva, di proprietà della Edilnord dello stesso Berlusconi, che l'acquisì per una cifra simbolica oltre al condono dei debiti. Dal 1974, anno della sua fondazione, al 1976 Telemilano aveva trasmesso programmi via cavo come emittente locale esclusiva del nuovo centro residenziale di Milano 2, realizzato negli stessi anni dallo stesso Berlusconi e situato nel comune di Segrate (MI).
Rinominata Telemilano 58 dalla nuova gestione, nel 1980 assume il nome di Canale 5. Pochi anni dopo, la Fininvest acquisisce altre due emittenti televisive nazionali nate in quel periodo: Italia 1 da Rusconi nel 1982 e Rete 4 dalla Mondadori nell'estate del 1984. La costituzione e il mantenimento da parte dell'azienda di un tale assetto a tre reti, nonché la relativa diffusione di programmi su scala nazionale determinano una modifica sostanziale del mercato degli spot tv, con un operatore su scala nazionale in grado di vendere spazi pubblicitari alle grandi aziende.
Nel 1987 lancia il circuito Italia 7, con una programmazione dedicata ad un pubblico maschile, ma lo cederà qualche anno dopo quando la legge Mammì porrà un limite al numero di televisioni per ogni proprietà.

### Nascita e sviluppo
Alle origini del gruppo c'è la ridenominazione della Immobiliare Orione S.r.l., posseduta al 100% da Reteitalia, in Mediaset Italia S.r.l. il 15 dicembre 1993 e il progressivo trasferimento a quest'ultima di ogni attività di produzione e commercializzazione dei programmi cinematografici e televisivi della Fininvest; successivamente Mediaset Italia S.r.l. confluisce in Futura Finanziaria S.r.l., che cambierà nome in Mediaset.
All'inizio del 1994 il gruppo Fininvest risulta essere la seconda impresa italiana per indebitamento, Mediobanca calcola che ha debiti per 3,4 volte il capitale. Berlusconi si dimette da tutte le cariche sociali ricoperte nel gruppo conservandone la proprietà delle quote azionarie, a seguito della fondazione del movimento politico di Forza Italia; Fedele Confalonieri viene nominato nuovo presidente del gruppo.
La società lo stesso anno diventa società per azioni e, il 19 aprile 1996, viene definitivamente scorporata da Fininvest come Mediaset Italia S.p.A. e aperta a soci esterni come alcuni dei principali istituti di credito italiani e alcuni investitori stranieri, tra cui l'imprenditore tedesco Leo Kirch, il principe saudita Al-Walid bin Talal e Johann Rupert. Viene quotata in borsa direttamente nel MIB30 grazie a una capitalizzazione di circa 8.200 miliardi di lire, con un collocamento di 7.000 lire ad azione (pari a 3,62 €).
Nel 1999 la holding della famiglia Berlusconi rifiuta ufficialmente l'offerta di acquisto da parte del magnate australiano Rupert Murdoch, intenzionato a rilevare Mediaset per una cifra di 7000 miliardi di lire.
Nel 2000, a meno di quattro anni di distanza dalla quotazione, il titolo supera la soglia di 52 000 lire ad azione (circa 27€), il suo massimo storico.
Nel 2005 entra poi a far parte anche del mercato finanziario statunitense con il programma ADR (American Depositary Receipt) Level 1 con JPMorgan Chase come banca depositaria.

### Fondazione di MFE - MediaForEurope
Il 10 giugno 2019, la holding italiana Mediaset S.p.A. (capogruppo delle attività italiane e azionista di maggioranza di Mediaset España) ha annunciato l'intenzione di proporre all'assemblea degli azionisti la separazione ed il conferimento dei propri business italiani ad una NewCo italiana, interamente partecipata. Lo scopo di tale operazione è quello di procedere ad una fusione per incorporazione della capogruppo con la controllata spagnola Mediaset España (scorporando anch'essa in una società interamente partecipata le attività operative spagnole) andando a costituire la holding MediaforEurope NV, polo TV europeo con sede legale nei Paesi Bassi, domicilio fiscale in Italia e sedi operative a Cologno Monzese e a Madrid.
La holding, verso cui confluiscono tutte le attività e partecipazioni di Mediaset (escluse quelle relative al suo core business), sarebbe quotata a Milano e a Madrid e disporrebbe di un nuovo statuto che, grazie alle azioni di voto speciali (multiplo) blinderebbe di fatto il controllo di MFE sotto Fininvest.
Vivendi, il secondo socio del gruppo, si oppone al progetto (ritenendolo dannoso agli azionisti di minoranza) e ne ostacola l'attuazione. Fininvest, socio di riferimento e che controlla la società, il 4 settembre successivo fa approvare l'operazione dall'assemblea degli azionisti. Alla presenza del 62,52% del capitale, il 78% è favorevole, il 22% è contrario (con il 9,9% di Vivendi, posseduto direttamente da Vincent Bolloré). Il 19,94% posseduto indirettamente da Vivendi, e congelato dal dicembre 2016 su ordine dell'Agcom nelle mani della fiduciaria Simon, è stato escluso dall'assemblea per decisione del cda Mediaset. 
Due settimane più tardi, Mediaset blinda il riassetto grazie ad un accordo con «Peninsula Capital», il fondo che fa capo ad una holding di diritto lussemburghese con sede a Londra. Il fondo mette a disposizione un miliardo di euro per coprire l'eventuale recesso dei soci e quindi anche quello (eventuale) di Vivendi.
Con efficacia dal 1 marzo 2020, viene attuata la riorganizzazione italiana del gruppo, con il conferimento delle attività italiane a Mediaset Italia S.p.A., nuova società interamente partecipata da Mediaset S.p.A.
Vivendi avvia un'azione legale chiedendo un provvedimento che impedisca l'esecuzione della fusione, contestando la validità dell'operazione e del nuovo statuto olandese. Il 30 luglio 2020 il tribunale di Madrid conferma la sospensione dell'operazione. Il 4 maggio 2021 Fininvest, Mediaset e Vivendi annunciano di aver raggiunto un accordo in merito alla riorganizzazione del gruppo.
Il 23 giugno 2021 l'assemblea degli azionisti del gruppo, controllata da Fininvest, e la magistratura olandese approvano il trasferimento della sede legale della capogruppo Mediaset S.p.A. nei Paesi Bassi con il voto favorevole del 95,57% delle azioni rappresentante in assemblea. Il trasferimento diviene effettivo il 18 settembre 2021. La residenza fiscale del gruppo, così come l'amministrazione centrale, rimangono in Italia. Con il cambio di sede, Mediaset fissa al 25 novembre 2021 l’assemblea degli azionisti chiamati al voto sul cambio del nome della società in «MFE - MediaForEurope». In seguito a tale operazione, la controllata italiana assume la denominazione Mediaset S.p.A.
Nel dicembre 2021, attraverso l'introduzione di azioni a voto speciale, Fininvest blinda il controllo societario di MFE, anche in seguito a future diluizioni nel capitale. Grazie a ciò, MFE lancia un'offerta pubblica di acquisto nei confronti di Mediaset España, che si conclude con la creazione della nuova holding "Grupo Audiovisual Mediaset España Comunicación, S.A.U.", la fusione di Mediaset España in MFE e la quotazione delle azioni MFE alla Borsa di Madrid.
Mediaset S.p.A. rimane dunque la controllata italiana del gruppo MFE - MediaForEurope, attraverso la quale la società gestisce tutte le sue attività nel paese.

## Struttura e partecipazioni
La struttura e le partecipazioni del gruppo, aggiornate al 3 maggio 2023, risultano essere le seguenti:
- Mediaset S.p.A.
  - Reti Televisive Italiane S.p.A. (100%)
    - Auditel S.r.l. (26,67%)
    - Elettronica Industriale S.p.A. (100%)
    - RadioMediaset S.p.A. (100%)
      - Radio Studio 105 S.p.A. (100%)
      - RMC Italia S.p.A. (100%)
      - Virgin Radio Italy S.p.A. (99,99%)
      - Radio Subasio S.r.l. (100%)
      - Radio Aut S.r.l. (100%)

    - Medusa Film S.p.A. (100%)
    - Taodue S.r.l. (100%)
      - Medset Film S.a.s. (100%)

    - Boing S.p.A. (51%)
    - Fascino Produzioni Gestione Teatro S.r.l. (50%)
    - Monradio S.r.l. (Radio R101) (100%)
    - Titanus Elios S.p.A. (30%)
    - Tivù S.r.l. (48,16%)
    - Studio Woow S.r.l. (49%)
    - Superguida TV S.r.l. (49%)

  - Publitalia '80 S.p.A. (100%)
    - Digitalia '08 S.r.l. (100%)
    - Publieurope Ltd (100%)
      - Dr Podcast Audio Factory Limited (30%)

    - Beintoo S.p.A. (80%)
    - Mediamond S.p.A. (50%)
    - Adtech Ventures S.p.A. (50%)
      - European Broadcaster Exchange Limited (25%)

## Settori d'interesse e canali

### Televisione
Tra il 1980 e il 1984 la Fininvest diventa proprietaria di tre reti televisive commerciali. Si tratta di Canale 5, lanciata nel 1980, Italia 1, acquistata da Rusconi nel 1982, e Rete 4, rilevata dalla precedente proprietà costituita dalla Mondadori e dal Gruppo Editoriale L'Espresso nell'estate del 1984. Le tre reti sono finanziate dalla sola pubblicità e trasmettono in chiaro. Inizialmente trasmessi in syndication da emittenti locali in ciascuna regione, i tre canali hanno caratteristiche differenti: Canale 5 è destinato al vasto pubblico delle famiglie, Italia 1 offre una programmazione destinata maggiormente ai giovani mentre Rete 4 trasmette programmi per un pubblico più maturo tra cui anche sport, divulgazione scientifica e approfondimento giornalistico. Tra il 1991 e il 1992, in seguito alla legge Mammì, che consentiva alle reti commerciali di trasmettere in diretta nazionale, nascono i telegiornali delle reti del gruppo (prima Studio Aperto, poi TG4 e TG5).
Nel 1996 avviene il conferimento in Mediaset delle attività televisive della Fininvest. Nell'aprile di quell'anno, infatti, la società che possiede le tre concessioni tv, Reti Televisive Italiane, viene scorporata dalla Fininvest e va a costituire l'ossatura di Mediaset.
Dal 2003 le tre reti generaliste iniziano a trasmettere, dapprima in modo sperimentale e poi regolarmente, sul digitale terrestre con la tecnologia DVB-T.
Dal 2009 al 2012 sono state disponibili, sempre sul digitale terrestre, i timeshift +1 di Rete 4, Canale 5, Italia 1 e Boing; dal 2019 quest'ultima ritornò come Boing Plus.
Dal 26 novembre 2010, in conseguenza al lancio di Mediaset Extra, la sigla che precede tutti i programmi prodotti da Mediaset viene aggiornata con i loghi di tutti i canali in chiaro, andando a sostituire la precedente sigla con i loghi dei soli canali generalisti. Nel corso degli anni questa sigla è andata aggiornandosi a ogni debutto di un canale o a ogni cambio di logo, fino ad un rinnovo grafico totale nell'aprile 2018.
A quelli generalisti se ne aggiungono altri dodici, a carattere tematico e semi-generalista: Boing, Iris, Cine34, La5, Italia 2, Focus, 20, Mediaset Extra, TGcom24, Cartoonito, Top Crime e Twentyseven. Tali canali sono disponibili anche via satellite sulle piattaforme Sky (ad eccezione di Boing e Cartoonito) e Tivùsat. 
Nel 2008 Mediaset fonda insieme alla Rai e a Telecom Italia Media la società Tivù, di cui possiede il 48% delle quote. Inoltre detiene l'1% di RaiWay per sviluppare la diffusione della TV digitale terrestre in Italia. I canali del gruppo sono ricevibili in digitale terrestre attraverso multiplex di proprietà, quali: Mediaset 1, Mediaset 2, Mediaset 3, Mediaset 4, Mediaset 5 e multiplex terzi come Dfree. Il multiplex Mediaset 2 ospita alcuni canali appartenenti ad altri editori nazionali come WBD Italia e QVC.
Le reti del gruppo hanno erogato dal 1993 un servizio teletext, chiamato Mediavideo, in cui erano disponibili contenuti testuali d'informazione, sport, economia, televisione e servizi per non udenti. La rete di diffusione del segnale dei canali era di proprietà di Elettronica Industriale, società controllata da RTI. Il servizio è stato dismesso nel gennaio 2022, lasciando attiva solo la pagina dedicata ai sottotitoli.

#### Canali Mediaset
| Logo | Nome           | Data di inizio trasmissioni | LCN                | LCN     | LCN | Streaming         | Streaming |
| Logo | Nome           | Data di inizio trasmissioni | Digitale terrestre | Tivùsat | Sky | Mediaset Infinity | TIMvision |
| ---- | -------------- | --------------------------- | ------------------ | ------- | --- | ----------------- | --------- |
|      | Rete 4         | 4 gennaio 1982              | 4, 104, 504        | 4       | 104 | Si                | Si        |
|      | Canale 5       | 11 novembre 1980            | 5, 105, 505        | 5       | 105 | Si                | Si        |
|      | Italia 1       | 3 gennaio 1982              | 6, 106, 506        | 6       | 106 | Si                | Si        |
|      | 20             | 3 aprile 2018               | 20, 120, 520       | 20      | 151 | Si                | Si        |
|      | Iris           | 30 novembre 2007            | 22, 522            | 11      | 325 | Si                | Si        |
|      | Twentyseven    | 17 gennaio 2022             | 27, 527            | 27      | 158 | Si                | Si        |
|      | La5            | 12 maggio 2010              | 30, 530            | 12      | 159 | Si                | Si        |
|      | Cine34         | 20 gennaio 2020             | 34, 534            | 34      | 327 | Si                | Si        |
|      | Focus          | 17 maggio 2018              | 35, 535            | 33      | 416 | Si                | Si        |
|      | Top Crime      | 1º giugno 2013              | 39, 539            | 39      | 168 | Si                | Si        |
|      | Italia 2       | 4 luglio 2011               | 49, 549            | 16      | 175 | Si                | Si        |
|      | TGcom24        | 28 novembre 2011            | 51, 551            | 25      | 509 | Si                | Si        |
|      | Mediaset Extra | 26 novembre 2010            | 55, 556            | 17      | 163 | Si                | Si        |

#### Canali in joint venture conWarner Bros. Discovery Italia
| Logo | Nome       | Inizio trasmissioni | LCN                | LCN     | LCN | Streaming         | Streaming    |
| Logo | Nome       | Inizio trasmissioni | Digitale terrestre | Tivùsat | Sky | Mediaset Infinity | App dedicata |
| ---- | ---------- | ------------------- | ------------------ | ------- | --- | ----------------- | ------------ |
|      | Boing      | 20 novembre 2004    | 40, 540, HD        | 40 HD   | No  | HD                | HD           |
|      | Boing Plus | 11 luglio 2019      | 45, 545 SD         | No      | No  | No                | No           |
|      | Cartoonito | 22 agosto 2011      | 46, 546 HD         | 41 HD   | No  | HD                | HD           |

#### Canali a pagamento
Dopo aver mosso i primi passi nel settore della pay TV già nel 1991 con la creazione, insieme ad altri editori, di TELE+, prima piattaforma analogica terrestre a pagamento italiana, grazie al digitale terrestre Mediaset decide di diversificare la propria offerta televisiva lanciando un proprio servizio a pagamento. Dà quindi vita nel 2005 alla piattaforma Mediaset Premium, con un'offerta di servizi televisivi dedicata inizialmente al calcio in diretta, ai film in prima TV, ai reality show e alle opere teatrali, disponibile sia per utenti privati che per locali pubblici. Alla fine del 2009 esordisce il servizio video on demand su digitale terrestre, denominato Premium On Demand HD, con il quale è possibile accedere a una library di contenuti visionabili in qualsiasi momento. Il 10 gennaio 2022 vengono chiusi gli ultimi canali a pagamento di Mediaset presenti su Sky.

#### Trasmissioni in HD
Con l'introduzione del digitale terrestre, sono stati lanciati i primi canali in alta definizione, disponibili attraverso Elettronica Industriale, attiva nella fornitura di capacità trasmissiva digitale terrestre a società televisive terze, in adempimento delle disposizioni di legge.
Nel 2007 è iniziata la diffusione dei simulcast in HD di Canale 5, Italia 1 e Rete 4 e nel 2009 Mediaset Premium ha lanciato i canali Premium Calcio HD 1 e HD 2. Dal 2010 il canale Premium Cinema è stato visibile in HD (talvolta anche in alta definizione 3D).
Nel corso del 2012 nascono le versioni in alta definizione di Canale 5, Italia 1 e Rete 4, mentre nel corso del 2018 sono stati attivati 20 HD e Mediaset Extra HD (quest'ultimo attivo solo in occasione del Campionato mondiale di calcio 2018).
Il 14 luglio 2022 viene definitivamente completata la transizione all'alta definizione dei canali del gruppo con il debutto su Tivùsat e Sky delle versioni in HD di questi ultimi, a eccezione di Boing, Cartoonito e dei canali musicali.
Il 21 dicembre 2022 Mediaset ha completato lo switch-off della codifica MPEG-2 in tutta Italia, trasmettendo tutte le reti tematiche e musicali in alta definizione con la nuova codifica MPEG-4.
A partire dal 17 gennaio 2023, anche Mediaset Infinity trasmette in streaming tutte le reti del gruppo in HD, spegnendo definitivamente le versioni in SD.

#### Televisione satellitare
Tra il 1998 e il 2003 lancia cinque canali tematici visibili esclusivamente sulle piattaforme satellitari e via cavo a pagamento: Happy Channel nel 1998 per TELE+ Digitale; Duel TV, Comedy Life e MT Channel nel 2000 per Stream TV. Nel 2003 nasce Italia Teen Television in occasione dello sbarco sulla neonata Sky Italia. Tutti i canali confluiscono nello stesso anno nell'offerta della nuova piattaforma satellitare a pagamento, tranne Comedy Life che invece chiude con la conseguente chiusura di Stream TV. Nel 2006 MT Channel, Happy Channel, Duel TV e Italia Teen Television cessano le trasmissioni per via di una ridefinizione contrattuale con Sky.
Dal 2000 è partner di Class Editori per il canale di news economiche Class CNBC sulla piattaforma satellitare. Canale 5, Italia 1 e Rete 4, sono presenti via satellite in chiaro (ad eccezione di alcuni programmi criptati) attraverso Hot Bird 9 di Eutelsat; inoltre sono da sempre stati presenti su Sky ai canali 104, 105 e 106, così come il canale di televendite Mediashopping.
Dal dicembre 2008 al luglio 2011, in esclusiva su Sky, è stato attivo Mediaset Plus (canale 123), diretto da Miriam Pisani, che ha riproposto una serie di programmi trasmessi sulle tre reti generaliste in orari differenti, nonché il TG5 della sera e le due principali edizioni di Studio Aperto in differita di un'ora.
Da luglio 2009 tutti i canali gratuiti del gruppo sono disponibili anche sulla piattaforma satellitare gratuita Tivùsat. Cartoonito arriva sulla piattaforma il 10 luglio 2015, quattro anni dopo il lancio; il servizio è accessibile mediante smart card Nagravision. A dicembre 2009 viene ufficializzato il dato di 570000 tessere distribuite.
Il 1º giugno 2018 i canali Premium vengono diffusi su Sky Italia.
Il 7 settembre 2015 Mediaset decide di ritirare le proprie reti generaliste da Sky, per poi farvi ritorno con Canale5 il 3 settembre 2018, seguita dagli altri canali del gruppo dal 2 gennaio 2019.

#### Bollini per la visione

Bollino rosso utilizzato fino al 4 ottobre 2010

I film e le serie televisive sia in prima visione che in replica contengono un bollino, un visto censura televisivo, in basso a sinistra, che dal 5 ottobre 2010 viene rimpicciolito e posizionato accanto al logo del canale con conseguente perdita dell'omino:
- Il bollino rosso segnala un film o un telefilm adatto ad un pubblico di soli adulti.
- Il bollino giallo segnala che i bambini possono vedere un film o un telefilm solo in presenza di un adulto.
- Il bollino verde segnala un film o un telefilm adatto a tutti.

Canale 5 usa questi bollini dal 1994, mentre Rete 4 e Italia 1 dal 1997. In seguito, ogni nuovo canale Mediaset ha adottato da subito questo sistema.

### Testate giornalistiche
| Logo | Nome      | Data di lancio  | Descrizione |
| ---- | --------- | --------------- | --- |
|      | Videonews | 1987            | Produce programmi d'informazione e approfondimento giornalistico in onda sulle reti generaliste del gruppo. |
|      | TG5       | 13 gennaio 1992 | Si occupa della realizzazione del telegiornale di Canale 5. |
|      | TGcom24   | 1º marzo 2010   | È la struttura cui fanno capo tutte le testate informative del gruppo Mediaset. Produce l'omonimo canale all-news, i telegiornali TG4, Studio Aperto e Sport Mediaset e i programmi di informazione ed approfondimento giornalistico di Videonews. |

Al fine di realizzare programmi di approfondimento giornalistico, nel 1986 nasce Videonews, una testata giornalistica che si occupa di diversi programmi d'informazione e approfondimento giornalistico in onda sulle reti generaliste indipendentemente dalle redazioni dei telegiornali e che produce programmi come Verissimo, Mattino Cinque e Pomeriggio Cinque che sono anche visibili sul portale Mediaset Play oltre ai telegiornali. Dal gennaio 1991 Mediaset produce notiziari d'informazione in tempo reale su tutte le reti attraverso differenti testate e circa 400 giornalisti con varie edizioni di telegiornali e di notiziari sportivi ogni giorno, attraverso cinque differenti testate: TG5, Studio Aperto, TG4 e Sport Mediaset.
Nel corso del 2008, le produzioni news rappresentano più del 18% dei programmi emessi dalle reti italiane Mediaset.
Nel 2010 nasce l'agenzia di stampa NewsMediaset, che fornisce servizi giornalistici e inchieste a tutto il gruppo e produce anche contenuti d'informazione con proprio marchio; all'interno di NewsMediaset viene studiato e realizzato un nuovo canale digitale dedicato alle informazioni giornalistiche. Lo stesso anno nasce il canale dedicato alla riproposizione dei telegiornali Mediaset, TG Mediaset, sostituito dal 28 novembre 2011 da TGcom24, il canale all-news di Mediaset, che a sua volta accorpa anche il vecchio TGcom.
Il 17 giugno 2019 le testate TG4, Studio Aperto, TGcom24 e Sport Mediaset sono state assorbite in NewsMediaset, che si occupa della produzione e della gestione dei notiziari prima prodotti in modo autonomo da tali testate. Di conseguenza, le testate si riducono a tre.
A novembre 2021 Mediaset ha annunciato la riorganizzazione della propria offerta informativa, che comprende il passaggio di TGcom24 a una testata vera e propria che gestirà l'omonimo canale televisivo con il relativo sito web e pagine social, il TG4, Studio Aperto, Sport Mediaset e Videonews, andando così a sostituire NewsMediaset.

### Piattaforme web
| Logo | Nome              | Data di lancio | Descrizione |
| ---- | ----------------- | -------------- | --- |
|      | Mediaset Infinity | 15 luglio 2007 | È la piattaforma streaming del gruppo Mediaset. Consente la visione di contenuti gratuiti e a pagamento in streaming via Internet, sia in diretta che in modalità on demand. In passato è stato noto come Rivideo, Video Mediaset, Mediaset On Demand, Mediaset Play e Mediaset Play Infinity. |

Dal 1999 Mediaset è attiva anche nel settore multimediale. Tramite il sito mediaset.it, è possibile conoscere tutta l'offerta di contenuti e i palinsesti dell'editore via Internet. Dal portale, gestito da RTI Business Digital (ex Interactive Media, ex Mediadigit), si accede alla pagina home della piattaforma streaming, Mediaset Infinity, che a sua volta conduce alle pagine dedicate a tutte le reti, ai siti di alcuni programmi TV, alle news della testata giornalistica multimediale TGcom24 (fornitore di news anche per le radio del gruppo, oltre che alle breaking news in onda sulle reti Mediaset), allo sport (sportmediaset.it) e ai siti dedicati all'e-commerce e al merchandising (Five Store).
Attraverso Mediaset Infinity (che nel 2021 ha integrato Infinity, ora presente come Infinity+) è possibile vedere contenuti gratuitamente e/o a pagamento in alta qualità, con tecnologia Smoothstreaming (HQ), tra i quali clip di programmi già andati in onda e intere puntate in esclusiva, oltre alla diretta di tutte le reti del gruppo, inclusi i telegiornali delle tre reti generaliste e il canale all-news. Sul sito, inoltre, si può avere la visione del reality show Grande Fratello 24 ore su 24 gratuitamente grazie a un canale dedicato attivo solo durante la messa in onda del programma, Grande Fratello MultiRegia (disponibile fino al 2019 anche sul sito mediasetpremium.it, ma solo per i possessori di una smart card Mediaset Premium abilitata alla visione del programma). Dal 22 ottobre 2018 al 31 dicembre 2019 è stato disponibile un canale dedicato alle televendite Mediashopping, M4C.
All'interno della sezione Qui Mediaset è possibile trovare articoli e video relativi ad attività ed eventi legati all'azienda.
Mediashopping ha posseduto, fino al 2022, uno spazio per televendite in TV durante la fascia mattutina e sul canale on-demand di YouTube; dal 2008 è stato presente su eBay con un negozio virtuale (e-commerce).
A partire dal 2010, diversi programmi di successo Mediaset sono presenti su Facebook e in seguito anche su Instagram e TikTok con pagine ufficiali.
Dall'8 gennaio 2016, Mediaset ha anche un canale proprio su YouTube di nome Mediaset Infinity, il quale prende il nome dalla propria piattaforma online. Il canale ad oggi conta oltre 13,000 video caricati.
Per via della grande quantità di contenuti, servizi e informazioni, mediaset.it è uno tra i siti più visitati in Italia.

### Telefonia mobile
Dal 2006 intrattiene costanti rapporti commerciali nel settore delle telecomunicazioni con tutti i principali operatori italiani di telefonia fissa e mobile, in particolar modo con TIMvision e Vodafone TV, per la distribuzione digitale di tutti i propri canali nazionali in chiaro, dei contenuti televisivi e dell'offerta a pagamento, via rete mobile TV (DVB-H) oltre che via cavo (IPTV).

### TV digitale mobile
Con l'alleanza dei principali operatori italiani di telefonia mobile, è attiva nello sviluppo della tecnologia DVB-H, il nuovo standard per la visione di contenuti multimediali digitali su cellulari evoluti. Agli inizi del 2006 lanciò il primo servizio di "Mobile TV" in tecnologia DVB-H al mondo.
Dopo aver raggiunto un accordo con TIMvision e Vodafone TV, acquisì e successivamente convertì in digitale le frequenze analogiche della rete Sportitalia, realizzando così un terzo multiplex (Mediaset 3), che nel rispetto dei limiti posti dall'Antitrust venne dedicato esclusivamente all'offerta in DVB-H. Gli accordi stipulati previdero inoltre l'affitto del 40% della totale capacità trasmissiva a ciascuno dei due operatori telefonici. 3 Italia invece decise di realizzare, allo stesso modo, un proprio multiplex attraverso l'acquisizione delle frequenze di un largo numero di emittenti locali distribuite sul territorio.
Le programmazioni integrali di Canale 5, Italia 1 e i contenuti legati al calcio di Serie A di Mediaset Premium fanno parte dell'offerta gratuita in DVB-H di TIMvision.
Mediaset è presente anche come fornitore di contenuti sulla tradizionale rete cellulare. Nello specifico, a TIMvision, Vodafone TV offre contenuti video on demand basati sullo streaming, in particolare news, pillole di intrattenimento, immagini, suonerie, musica e giochi. Dal 2009 ha lanciato alcune applicazioni gratuite e a pagamento per iPhone, iPad e iPod touch: TGcom24, Sport Mediaset, Mediaset Play e Grande Fratello Multi Regia, scaricabili tramite App Store o iTunes di Apple.

### Radio
| Logo | Nome                 | Data di lancio   | LCN                | LCN     | LCN    | Streaming | Streaming         |
| Logo | Nome                 | Data di lancio   | Digitale terrestre | Tivùsat | Sky    | Sito web  | Mediaset Infinity |
| ---- | -------------------- | ---------------- | ------------------ | ------- | ------ | --------- | ----------------- |
|      | Radio 105 TV         | 23 dicembre 2019 | 66, 566 HD         | No      | No     | HD        | HD                |
|      | R101 TV              | 13 giugno 2015   | 67, 567 HD         | No      | No     | HD        | HD                |
|      | Radio Monte Carlo TV | 10 aprile 2020   | No                 | 67 HD   | 716 HD | HD        | HD                |
|      | Virgin Radio TV      | 6 novembre 2018  | No                 | 68 HD   | 717 HD | HD        | HD                |
|      | Radio Subasio        | 7 marzo 1976     | No                 | No      | No     | HD        | No                |

Il 1º luglio 2016 le attività radiofoniche sono state accorpate nella nuova società RadioMediaset, alla cui presidenza è stato nominato Paolo Salvaderi. La società si occupa delle attività editoriali di: R101, Radio 105, Virgin Radio, Radio Subasio e Radio Monte Carlo e delle rispettive reti televisive.

### Cinema
Dal 2007 è attiva nel mercato cinematografico attraverso Medusa, già controllata da Fininvest dal 1994, società leader assoluta in Italia nella produzione e distribuzione cinematografica di film italiani e internazionali, specializzata anche nell'home entertainment, nella realizzazione e gestione di sale e multisale cinematografiche presenti sul territorio nazionale; si contano 27 centri cinematografici appartenenti dal 2009 alla società Capitolosette, partecipata al 49%, proprietaria del circuito The Space Cinema, nato dalla fusione di Medusa Multicinema e Warner Village Cinemas. Dalla joint venture tra Medusa Film e la casa di produzione capitolina di fiction d'autore Taodue, acquisita nel corso del 2007, è stata creata una major, Med Due, per la produzione di contenuti italiani per la TV e il cinema. Nella distribuzione cinematografica in Italia ha come concorrenza diretta le major statunitensi Universal, Warner e Fox. Attraverso accordi commerciali con le principali società di produzione e distribuzione statunitensi ed europee e alle proprie risorse produttive, tra cui le partecipate Fascino PGT, Mediavivere e Ares Film, detiene un'immensa library di diritti televisivi e cinematografici. È presente sia in campo accademico con una serie di master universitari, che nell'ambito socio-culturale attraverso l'organizzazione di eventi e le iniziative della propria onlus Mediafriends. Il 16 ottobre 2014 sia Mediaset che Benetton decidono di cedere la società al gruppo anglosassone Vue Entertainment.
Nel 2007 Mediaset ha rilevato dalla holding Fininvest il Gruppo Medusa, incorporandola nel gruppo all'interno della controllata R.T.I., entrando così a pieno titolo anche nel mercato cinematografico.
La Medusa Film, che assume questo nome dal 1994, è la società leader assoluta in Italia nella produzione e distribuzione cinematografica di film italiani e internazionali, con sede a Roma. Le origini della società risalgono tuttavia al 1964, anno in cui venne fondata da Lorenzo Ventavoli; venne acquistata poi dalla Fininvest nel 1986.
È specializzata anche nell'home entertainment; attraverso Medusa Video, infatti, è tra i primi operatori nazionali per la produzione e distribuzione di film, documentari, cartoni animati, trasmissioni televisive in formato VHS, DVD e Blu-ray Disc della Mediaset. È attiva inoltre nella realizzazione e nella gestione di sale e multisale cinematografiche ubicati nelle principali città italiane. Medusa Film detiene una quota di minoranza di Cinecittà Digital Factory, specializzata in postproduzione cinematografica, e insieme alla casa produttrice di fiction Taodue fa parte della società Med Due. Il presidente di Medusa Film è Carlo Rossella.
A luglio 2009 il Gruppo ha ufficializzato la costituzione della società Capitolosette, detenuta al 49%, dedicata alla gestione di sale e multisale, grazie all'accordo con il gruppo di private equity 21 Partners, di proprietà della holding di partecipazioni Schemaquattordici (ex 21 Investimenti). La società è proprietaria del circuito The Space Cinema, presieduto da Giuseppe Corrado, in cui sono confluiti i multiplex di Medusa Multicinema e di Warner Village Cinemas, costituito da 27 multiplex, quindi leader di mercato. Gli immobili sono di proprietà di Capitolosette ad eccezione dei multisala situati a Torri di Quartesolo (Vicenza), Livorno, Torino, Bologna e Salerno, posseduti dalla Fimit.

### Concessionarie di pubblicità
Per via della propria tipologia di business, Mediaset controlla un vasto gruppo di aziende di raccolta pubblicitaria attivo soprattutto, ma non solo, nel settore televisivo. La società di punta è Publitalia '80. Fondata nel 1979 da Silvio Berlusconi e successivamente guidata da Giuliano Adreani, è una concessionaria multinazionale di pubblicità per le reti nazionali, generaliste e tematiche, da anni leader nel mercato italiano ed europeo. La sede principale è a Milano Due (Palazzo Cellini), quartiere di Segrate (Milano).
Publitalia '80, con circa 3 miliardi di euro di fatturato annuo complessivo, è il principale canale finanziario in entrata del Gruppo e controlla totalmente altre due concessionarie minori: 
- «Publieurope», filiale multinazionale attiva dal 1996 sui mercati e i media esteri con sede centrale a Londra;
- «Digitalia '08», nata nel 2008 (precedentemente denominata Promoservice Italia), delegata alla vendita di pubblicità sui canali realizzati per il digitale terrestre e satellitare, per le attività legate al pagamento della pubblicità in cambio merce.

Publitalia '80 detiene inoltre il 50% di «Mediamond», società attiva nella vendita di spazi pubblicitari presenti sui siti internet, sia del gruppo che di Mondadori Editore.
La raccolta pubblicitaria in Spagna è affidata dal 1990 a Publiespaña, concessionaria di Mediaset España, che con circa 1 miliardo di euro di fatturato annuo detiene il primato in ambito nazionale; la sede principale è situata nel centro di Madrid. Publiespaña controlla inoltre la concessionaria Publimedia Gestiòn per la commercializzazione di contenuti audiovisivi per la televisione via cavo e digitale terrestre, la vendita di format tv e di pubblicità sui diversi siti internet spagnoli del gruppo (divisione Advanced Media).
Nel 2009 è stata creata la concessionaria «Nessma Advertising» per la raccolta pubblicitaria del canale satellitare Nessma presente nel Maghreb. L'11 ottobre 2014 viene comunicato che Fininvest dovrà cedere il 20% della quota azionaria di Mediolanum, banca di proprietà del gruppo. La Banca d'Italia ha infatti ordinato la vendita della quota in quanto Silvio Berlusconi, condannato nel processo per i diritti TV Mediaset, ha perso la sua onorabilità per quanto riguarda le azioni bancarie. Il 13 novembre 2014 viene comunicata la notizia che il consiglio d'amministrazione di Mediaset ha deciso di cedere tutte le attività della TV a pagamento ad una nuova azienda, Mediaset Premium S.p.A., nata dal gruppo Mediaset e dalla società spagnola Telefónica. Il 14 gennaio 2015 Telefónica entra nel capitale di Mediaset Premium S.p.A. rilevando l'11,1% delle quote di capitale, per un corrispettivo di 100 milioni di euro. Il 13 febbraio 2015 Silvio Berlusconi vende il 7,79% di Mediaset per €400 milioni.

### Centri di produzione televisiva

#### Di proprietà
- Città metropolitana di Milano
  - Centro di produzione Mediaset di Cologno Monzese - Viale Europa 44/46/48 - 20093 Cologno Monzese
  - Technology Operative Center - Via Marconi, 27 - 20090 Segrate
- Roma
  - Centro Safa Palatino - Piazza dei Santi Giovanni e Paolo, 8 - 00184 Roma
  - Centro Titanus Elios - Via Tiburtina, - 00131 Roma

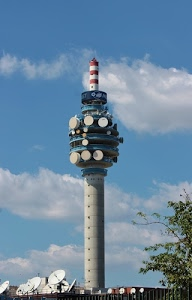
Torre trasmittente sita all'interno del Centro di produzione di Cologno Monzese

Mediaset trasmette sulle proprie reti circa 26.000 ore di programmazione all'anno; un terzo sono frutto di produzioni realizzate autonomamente. La produzione di programmi televisivi italiani è garantita da RTI attraverso la controllata Videotime, società presieduta da Franco Ricci, che dal 1982 gestisce lo sviluppo e il mantenimento tecnologico di studi, sale di postproduzione, grafiche e regie mobili. A Cologno Monzese, adiacente alla sede centrale del Gruppo, è situato il centro di produzione TV principale, nato sulle ceneri degli ICET Studios - Cinelandia, teatri di posa e studi di incisione utilizzati negli anni sessanta e settanta per fare concorrenza a Cinecittà con la creazione di una sede cinematografica milanese. Gli studi, acquistati nel 1983 da Fininvest, furono debitamente ampliati e ristrutturati per ospitare le maggiori produzioni della nascente televisione privata. Il centro di produzione di Cologno Monzese ospita in tutto 10 studi televisivi tra i quali uno dei più grandi d'Europa, lo Studio 20, uffici, bar e ristoranti, zone commerciali e fitness, con all'interno una serie di servizi dedicati esclusivamente ai dipendenti e agli artisti (Mediacenter), oltre a quelle specifiche per la produzione televisiva e per la trasmissione terrestre e via satellite e del segnale nazionale e internazionale. Oltre alla produzione televisiva, la sede di Cologno Monzese ospita il centro emissione, cioè la messa in onda, di Canale 5, Italia 1 e Rete 4 mentre i canali tematici e a pagamento sono gestiti dal Centro Toc di Segrate. Un altro centro di produzione era il Palazzo dei Cigni situato a Milano 2, rilevato nel 1976, in cui principalmente risiedevano le redazioni e gli studi di Studio Aperto, TG4, TGcom24 e quelli di Striscia la Notizia fino al 2015, oltre a rappresentare la sede storica in cui nacque Canale 5 e in cui vennero trasmessi in diretta già nel 1978 i primi programmi di Telemilano. Nel 2016 il centro venne definitivamente dismesso e tutte le produzioni trasferite a Cologno Monzese. A Segrate si trova il T.O.C. (Technology Operation Center), un moderno centro di emissione completamente digitale da cui vengono prodotti i canali digitali terrestri e satellitari, i contenuti veicolati tramite IPTV, gli studi in cui vengono realizzate televendite, annunci e telepromozioni in onda sulle reti del gruppo e gli studi di Meteo.it.
A Roma, in Via Tiburtina 1361 nella frazione di Settecamini si trova il Centro Titanus Elios di proprietà della Titanus Elios S.p.A., società controllata per il 30% da Videotime e per il 70% da Titanus S.p.A. e che ospita 8 studi televisivi. In piazza SS Giovanni e Paolo 8 si trova il Centro Safa Palatino, rilevato dalla S.A.F.A. Palatino (stabilimento cinematografico utilizzato, tra gli altri, da Pier Paolo Pasolini) nel 1984. In passato, questo stabilimento, soprattutto grazie all'immenso studio 1 (notevolmente ridimensionato a seguito di un intervento di restyling degli spazi avvenuto nel 2002), ospitò i più importanti programmi di Mediaset realizzati a Roma.

#### Esterni
Per questioni logistiche ed organizzative e per far fronte all'esigenza di spazi ulteriori rispetto a quelli offerti dai propri centri di produzione, alcune trasmissioni, come per esempio il Grande Fratello, vengono realizzate in studi esterni, quindi non di proprietà. L'esternalizzazione degli studi televisivi, soprattutto su Milano, era molto più frequente negli anni '80 e '90, mentre su Roma la tendenza è proseguita fino al 2008 circa, cioè da quando Mediaset ha acquisito ad uso esclusivo gli studi Elios Titanus.
Prima di allora, infatti, moltissime produzioni andavano in onda da Cinecittà come Uomini e donne, Amici, Buona Domenica, Tira e molla, Ciao Darwin.
Su Milano, in passato, era molto utilizzato il centro della Bravo Productions, più noto come Studio One, sito in via Mambretti, 9/13. Qui vennero realizzati programmi storici tra i quali Drive In (edizioni 1986/1987 e 1987/1988), Odiens, la prima edizione di Striscia la notizia, Ok, il prezzo è giusto! (dal 1989 al 1994), La ruota della fortuna (dal 1989 al 1994) e le prime stagioni della soap opera Vivere, l'ultima edizione di Bis, Tris, Grand Hotel, Viva Napoli, Don Tonino, I cinque del quinto piano, I tre moschiettieri, L'Odissea, M'ama non m'ama.
Altro studio usato per anni fu quello della Telepro di Via Giotto 36 a Milano (collocato al piano sotterraneo -3) dove venivano registrati il quiz Bis condotto da Mike Bongiorno, Le frontiere dello spirito e Il circo di Sbirulino.
Nei primissimi anni '80 venne utilizzato anche lo Studio 3 di Antenna 3 Lombardia a Legnano, come per la prima edizione di Ok, il prezzo è giusto! condotta da Gigi Sabani.
Per un certo periodo si usufruì degli studi sotterranei (collocati al piano - 4) della C.T.C. di Viale Legioni Romane, 43 a Milano (alcune edizioni di C'eravamo tanto amati, la seconda e terza edizione di Drive In, la sitcom Andy e Norman, Cipria), di quelli della Asa Television di Cinisello Balsamo (Superclassifica Show), della Icet Studios di Cologno Monzese in Via Ingegnoli, 40 (prima edizione di Super e dalla settima alla tredicesima edizione, la serie Casa Vianello) e della Icet Studios di Brugherio in Via Guzzina 18 (edizione 2005 di Stranamore, la seconda edizione de Lo show dei record).
Altro studio importante è il Michelangelo Studio, di proprietà di Gerry Scotti, sempre a Cologno Monzese in Via M. Buonarroti, 31. Tra i programmi qui realizzati: Super, Tempi Moderni con Daria Bignardi, Ciro il figlio di Target, Io e la mamma, Finalmente Soli. Più recentemente ha ospitato Conto alla rovescia e La ruota della fortuna.
Le principali sitcom, invece, venivano girate negli studi Link Up di Milano in Viale Col di Lana 6/A, di proprietà de La Italiana Produzioni di Stefania Craxi (poi dismessi e riconvertiti in moderni loft), tra le quali Nonno Felice, Norma e Felice, Casa dolce casa, Due per tre. Da questi studi andò in onda la prima edizione di Buon Pomeriggio con Patrizia Rossetti.
Le serie per ragazzi con Cristina D'Avena erano girate al Teatro 12 della Icet Studios in Via Peppino Rossi 11/13 (storico studio di Colpo Grosso) e negli ex studi Merak Film di Via Lumiere, in entrambi i casi a Cologno Monzese.
Su Roma, era molto utilizzato anche lo studio Clodio della CCC Cerrato Compagnia Cinematografica di Via Riboty 18, ex cinema-teatro, riconvertito in un supermercato dal 2002. Qui vennero realizzate molte edizioni de Il pranzo è servito, Zig Zag, la prima edizione di Casa Vianello, la seconda e terza stagione di Cari Genitori.
Altro studio usato per anni fu lo Studio Araldo, sempre della CCC Cerrato Compagnia Cinematografica, in Via Serenissima 71 (poi diventata una Sala Bingo), dove veniva registrato il programma Agenzia Matrimoniale condotto da Marta Flavi e, per un certo periodo, il programma Radio Londra con Giuliano Ferrara.
Le soap opera Vivere (dal 2004 al 2008) e CentoVetrine venivano girate presso i teatri di posa Telecittà di San Giusto Canavese (Torino).
In anni più recenti, le principali trasmissioni realizzate in centri di produzioni esterni sono state: Little Big Show e The Wall (Studi Infront di Milano), L'isola dei famosi e Colorado (Studio Le Robinie, Cologno Monzese), Zelig Event (tensostruttura di Infront in Via Crescenzago a Milano, ex "X Factor Arena"), La settima porta (Michelangelo Studio, Cologno Monzese), Selfie - Le cose cambiano (prima edizione: Studios ex "De Paolis", Roma, seconda edizione: Studi Voxson, Roma), Maurizio Costanzo Show (edizione 2015/2016: Studios ex "De Paolis" Roma, dal 2017 al 2019 Studi Voxson, Roma, dal 2019 Lumina Studios, Roma), Music (Teatro 5 Cinecittà, Roma), Grande Fratello VIP (Cinecittà, Roma), la prima edizione di Live non è la D'urso (Studi Mediapason, Milano), 90 Special (Studi Mediapason, Milano), La sai l'ultima? (Studi Le Robinie, Cologno Monzese), Colorado 2019 (Mind Cargo Roserio 15, Milano). Conto alla rovescia (Michelangelo Studio, Cologno Monzese), Adrian (Studio Le Robinie, Cologno Monzese).

### Diritti televisivi e cinematografici

Logo di Mediatrade

Attraverso RTI, Medusa, Fascino PGT, Taodue e Mediaset España Comunicación in Spagna, è proprietaria di una vasta library di diritti televisivi e cinematografici e tra le maggiori su scala europea. Dopo aver chiuso Mediatrade nel 2006, la società delegata all'acquisizione dei diritti televisivi e alla produzione di fiction, è stata attiva con Mediavivere, fondata nel 1999 e chiusa nel 2016, nella produzione di soap e mini-serie TV italiane; Fascino PGT, in comproprietà con Maria De Filippi, produce invece format televisivi e talent show; Taodue, fondata da Pietro Valsecchi e Camilla Nesbitt nel 1991, produce film e fiction per la TV. Detiene inoltre il 30% della società Ares Film, casa di produzione di fiction diretta da Alberto Tarallo.
Per via di accordi pluriennali in esclusiva con le principali società di produzione e distribuzione americane ed europee, tra cui: Paramount Pictures, Universal Pictures, Walt Disney Company, Lionsgate Entertainment, Pixar, Marvel Studios, 20th Century Fox, Dreamworks, Columbia Pictures, Warner Bros. International, Metro-Goldwyn-Mayer, Touchstone Pictures, New Line Cinema, Miramax Films, TriStar Pictures, Moviemax, Eagle Pictures, Medusa Film, Taodue, dispone dei prodotti televisivi di maggiore popolarità mondiale: film, serie tv, soap opera, fiction, cartoni, telenovele, miniserie, film tv, oltre ad eventi musicali, d'intrattenimento e a manifestazioni sportive di livello internazionale e mondiale tra cui spiccano Superbike e Campionato italiano di calcio Serie A, UEFA Champions League, Europa League, UEFA Super Cup. Il 21 dicembre 2017 si aggiudica per la prima volta, battendo la concorrenza di Rai e Sky, i diritti dei mondiali di calcio 2018 in Russia, che è stato quindi trasmesso in esclusiva sulle reti free Italia 1, Canale 5, 20 e Mediaset Extra. Il 10 luglio 2018, visti gli ottimi riscontri dovuti ai mondiali di calcio, acquista i diritti della UEFA Nations League e delle qualificazioni agli europei di calcio 2020 e ai mondiali di calcio 2022 trasmettendo in diretta i migliori match delle nazionali straniere per turno.
Attraverso la controllata Endemol detiene i diritti sui format per programmi televisivi di maggior successo e di livello internazionale, per una library complessiva di oltre 2.400 format diffusi in tutto il mondo e destinati a differenti piattaforme televisive.
È attiva anche nel settore discografico con l'etichetta RTI Music (fino al 1991 Five Record), nel licensing e nel merchandising dei propri marchi, nonché personaggi televisivi. Con Mediaset Distribution distribuisce all'estero i prodotti televisivi del gruppo a favore delle principali emittenti di tutto il mondo.
L'azienda nel 2008 ha avviato una causa legale contro Google e YouTube per illecita diffusione e sfruttamento commerciale di file audio-video di proprietà delle società del gruppo, per la violazione dei diritti televisivi e di copyright, richiedendo un risarcimento di circa 500 milioni di euro e la rimozione dei filmati in cui sono presenti contenuti televisivi trasmessi sulle proprie reti gratuite e a pagamento. Il 15 dicembre 2009 è stato accolto integralmente dal Tribunale di Roma il ricorso di Mediaset contro YouTube, disponendo la rimozione immediata dai server YouTube di tutti i contenuti illecitamente caricati. Nello specifico, l'ordinanza si riferisce al reality Grande Fratello. A febbraio 2010 il Tribunale di Roma ha respinto il reclamo di YouTube e confermato il provvedimento emesso.

### Attività estere
| Logo | Nome                 | Data di lancio   | Descrizione |
| ---- | -------------------- | ---------------- | --- |
|      | Mediaset España      | 10 marzo 1989    | È un'azienda spagnola controllata dal gruppo Fininvest. Si concentra sulla produzione e trasmissione di contenuti televisivi.                 |
|      | ProSiebenSat.1       | 2 ottobre 2000   | Si tratta di una rete televisiva tedesca, di cui il Gruppo Mediaset rileva il 29,9% senza averne un ruolo nella gestione.                     |
|      | MFE - MediaForEurope | 4 settembre 2019 | È un gruppo televisivo pan-europeo, holding del Gruppo Mediaset, nato dalla fusione tra Mediaset Italia e Mediaset España con sede in Olanda. |

L'azienda si sviluppa anche in ambito internazionale. Sin dal 1989 opera in Spagna e dal 2003 è azionista di riferimento, attraverso la controllata Mediaset Investimenti, del Grupo Gestevisión Telecinco (50,13%) editrice dell'omonimo canale; a dicembre 2009 ha ufficializzato l'acquisto dell'emittente Cuatro, portando a otto il numero complessivo dei propri canali nazionali (Telecinco, La Siete, FDF Telecinco, Cincoshop, Cuatro, CNN+, 40 Latino e Canal Club) e rilevando altresì il 22% della piattaforma satellitare a pagamento Digital+. Dal 2007 all'aprile del 2012 ha detenuto una quota del 33% dell'olandese Endemol attraverso Mediaset Investment Sarl. È attiva inoltre dal 2008 nel mercato televisivo nordafricano, con una partecipazione del 25% nel canale televisivo satellitare in lingua francese Nessma (visibile anche in Italia e in tutta Europa) e cinese, con la partecipazione del 49% in Sportnet Media e accordi commerciali con il canale sportivo China Sport Programs Network (CSPN). Attraverso Telecinco possiede una quota rilevante del canale nordamericano CV Network (CaribeVisión). Per mezzo della concessionaria internazionale Publieurope, nata nel 1996, gestisce la vendita di spazi pubblicitari su più di venti canali televisivi europei, tra cui le reti del gruppo televisivo multinazionale ProSiebenSat.1.
L'azienda si sviluppa anche in ambito internazionale. Sin dal 1989 opera in Spagna e dal 2003 è azionista di riferimento, attraverso la controllata Mediaset Investimenti, del Grupo Gestevisión Telecinco (50,13%) editrice dell'omonimo canale; a dicembre 2009 ha ufficializzato l'acquisto dell'emittente Cuatro, portando a otto il numero complessivo dei propri canali nazionali (Telecinco, La Siete, FDF Telecinco, Cincoshop, Cuatro, CNN+, 40 Latino e Canal Club) e rilevando altresì il 22% della piattaforma satellitare a pagamento Digital+. Dal 2007 all'aprile del 2012 ha detenuto una quota del 33% dell'olandese Endemol attraverso Mediaset Investment Sarl. È attiva inoltre dal 2008 nel mercato televisivo nordafricano, con una partecipazione del 25% nel canale televisivo satellitare in lingua francese Nessma (visibile anche in Italia e in tutta Europa) e cinese, con la partecipazione del 49% in Sportnet Media e accordi commerciali con il canale sportivo China Sport Programs Network (CSPN). Attraverso Telecinco possiede una quota rilevante del canale nordamericano CV Network (CaribeVisión). Per mezzo della concessionaria internazionale Publieurope, nata nel 1996, gestisce la vendita di spazi pubblicitari su più di venti canali televisivi europei, tra cui le reti del gruppo televisivo multinazionale ProSiebenSat.1.
Dal 2003 è l'azienda azionista di riferimento di Telecinco, canale TV del Grupo Gestevisión Telecinco diretto da Paolo Vasile è primo in Spagna sia in ascolti (15,5% di share), sia in raccolta pubblicitaria (30% con la controllata Publiespaña, guidata da Giuseppe Tringali) e dal 2004 quotato alla Borsa di Madrid nel listino IBEX-35 (Madrid, codice isin: ES0152503035, codice alfanumerico: TL5). L'emittente spagnola Telecinco venne fondata da Silvio Berlusconi nel 1989, così come avvenne nel 1986 in Francia con il canale La Cinq e nel 1988 in Germania con il canale Tele 5. Al contrario di ciò che accadde in Francia e in Germania, il canale spagnolo, superata una crisi nel 1993, ebbe decisamente maggior fortuna, finché nel 1997 Mediaset acquisì la partecipazione di Fininvest pari al 25% per poi passare al 50,13%. Le attività di La Cinq e Tele 5 cessarono nel 1992 per motivi differenti: sulla prima, molto indebitata, fu fatto abortire un tentativo di salvataggio di Berlusconi da parte di più soggetti, mentre disaccordi tra azionisti portarono alla chiusura del canale tedesco.
Il Grupo Telecinco, che ha sede principale a Madrid nel quartiere Fuencarral, è attivo sul digitale terrestre spagnolo con altri tre canali tematici gratuiti: LaSiete (ex Telecinco 2), FDF e Boing, il massimo previsto dalla legge spagnola. Il canale Telecinco, che dal 30 marzo 2010 è visibile solo in digitale su DTT, è distribuito anche via satellite sulla piattaforma a pagamento Digital+, di cui possiede il 22% delle quote azionarie. Telecinco controlla in tutto circa una quindicina di società tra cui l'agenzia stampa Atlas, i servizi Internet Conecta 5 Telecinco, produzione cinematografica con Estudios Picasso Fábrica de Ficción, Mi Cartera Media e la società di vendita a distanza Publieci Televisión.
A dicembre 2009, sfruttando la seconda riforma TV del governo Zapatero ha ufficializzato la creazione di una nuova società insieme all'altro canale digitale Cuatro, rafforzando così la propria leadership privata nel mercato televisivo iberico e gettando le basi per una ridefinizione del Gruppo spagnolo come Mediaset España, come poi avverrà nel 2011. Nascono poi altri due canali: Divinity, dedicato al pubblico femminile, ed Energy, riservato a quello maschile.
Il presidente del gruppo televisivo spagnolo è Alejandro Echevarrìa.
Dal 1996 la concessionaria Publieurope, società totalmente controllata da Publitalia '80, segue le attività di raccolta pubblicitaria per i clienti internazionali. Oltre alle reti del Gruppo e alle principali testate editoriali di Mondadori, è concessionaria delle maggiori emittenti televisive commerciali europee di: Spagna, Germania, Regno Unito, Austria, Svizzera, Paesi Bassi, Belgio, Norvegia, Svezia, Finlandia, Danimarca, Ungheria, Bulgaria e Romania, per le reti del gruppo ProSiebenSat.1, per il canale sportivo cinese CSPN, per il canale d'intrattenimento tunisino Nessma e per il network nordamericano Caribevisión. Publieurope inoltre si avvale della fattiva collaborazione di Publitalia '80, per i clienti italiani e di Publiespaña, per i clienti spagnoli.
Dopo aver tentato l'acquisto del gruppo televisivo tedesco ProSiebenSat.1, ma non andato a buon fine, nel 2007 ebbe invece successo la gara per l'acquisizione (attraverso Telecinco in consorzio paritetico con il fondatore John de Mol e Goldman Sachs), per una cifra di circa €2,6 miliardi, della società internazionale leader nella produzione di format televisivi Endemol, di origine olandese (sede centrale ad Amsterdam) e presente in 25 Paesi e in tutti i continenti, quotata alla borsa olandese dal 1996 al 2007. Il presidente del gruppo olandese, fondato nel 1994 da Joop van den Ende e John de Mol, è l'israeliano Ynon Kreiz.
Nel 2008 Telecinco è entrata nel mercato TV nordamericano con l'acquisto del 28,3% di CV Network (Caribevisión), canale televisivo in lingua spagnola diffuso a New York, Miami, Chicago e Porto Rico e rivolto alle comunità ispaniche. Sempre nello stesso anno Mediaset ha acquisito il 25% della tunisina Nessma, che con il 19% di share si attesta a primo canale satellitare di intrattenimento rivolto al mondo arabo mediterraneo (Maghreb) in lingua francese e visibile anche in Italia e in Europa, creando poi la concessionaria di pubblicità Nessma Advertising; ha stretto accordi commerciali in Cina con il canale sportivo China Sport Programs Network (CSPN) e ha rilevato quote pari al 49% di Sportnet Media, società attiva nella raccolta pubblicitaria, nell'acquisto diritti e nella produzione di programmi televisivi per il network cinese.
Attraverso Mediaset Distribution ha presentato nel 2008 il canale Mediaset International, rivolto esclusivamente ai Paesi esteri, ove vengono trasmessi i principali programmi delle tre reti generaliste in differita di ore o giorni. Nel corso dello stesso anno l'azienda ha ufficializzato il proprio interessamento all'ingresso, tramite Endemol, in ITV, la principale TV commerciale britannica.
Nel maggio 2015 acquista il 40% di Digitals de Catalunya, la società che gestisce il network 8TV, quattro frequenze televisive che a Barcellona e dintorni si piazzano al settimo posto tra la concorrenza. In Spagna il gruppo Mediaset è attivo con Telecinco, La Siete, Cincoshop, Cuatro, CNN+, 40 Latino e Canal Club.
Con la creazione della capogruppo MFE - MediaForEurope, società di diritto olandese domiciliata in Italia, le attività estere del gruppo passano sotto il controllo di quest'ultima.

### Master universitari
Nel 2004, in collaborazione con la Libera università di lingue e comunicazione IULM di Milano, fondò il consorzio Campus Multimedia In.Formazione, con l'obiettivo di creare un'offerta di alta formazione nell'ambito dei media, dell'economia digitale e della comunicazione. Due i master universitari attivi: Master in Management Multimediale (MIMM) e Master in Giornalismo (riconosciuto dall'Ordine dei giornalisti).
La concessionaria di pubblicità Publitalia '80 organizza a Milano dal 1987 un corso post-laurea accreditato ASFOR: il Master in Marketing, Comunicazione e Sales Management.
Dal 2003 al 2007, in collaborazione con l'Università La Sapienza di Roma, realizzò il Laboratorio di Comunicazione e Nuovi Contenuti con due corsi: Scuola della Tv, per la creazione di figure professionali specializzate, e il Laboratorio Linguaggio Tv.

### Attività socio-culturali
Attraverso Mediafriends, organizzazione non lucrativa di utilità sociale (ONLUS), presieduta da Pier Silvio Berlusconi e costituita da Mediaset e Mondadori, vengono svolte attività di ideazione, progettazione, realizzazione e promozione di eventi, in special modo televisivi (La Fabbrica del Sorriso dal 2003), finalizzati alla raccolta di risorse da destinare alla beneficenza ed al finanziamento di progetti mirati quali: istruzione, assistenza socio-sanitaria, valorizzazione della cultura e dell'ambiente, cooperazione internazionale. La Onlus è attiva per la raccolta fondi a seguito di emergenze scaturite da eventi drammatici e catastrofi sia nazionali che internazionali.
La controllata Medusa sostiene da anni la Società italiana per l'Amiloidosi Onlus. Attraverso Publitalia '80, ogni anno dedica oltre 6.000 passaggi pubblicitari a campagne di carattere sociale. Telecinco, in Spagna, mette a disposizione l'emissione di spot dedicati a temi di interesse sociale.
Mediaset è attiva anche nel settore dell'editoria con Link. Idee per la televisione, collana di comunicazione curata da R.T. I. dedicata alla divulgazione dei meccanismi che governano l'industria televisiva mediante il contributo di esperti e professionisti del settore, italiani e stranieri.
Nel 1994, attraverso Medusa, ha intrapreso un progetto di restauri cinematografici denominato Cinema Forever-Dedicato a Carlo Bernasconi, per la tutela di capolavori del cinema italiano diretti da grandi registi come: De Sica, Fellini, Pasolini, Rossellini, Antonioni e Bertolucci. Tra il 1999 e il 2002, ha donato al Museum of Modern Art di New York una serie di lungometraggi restaurati per arricchire con pellicole prestigiose del cinema italiano il patrimonio dell'archivio storico del museo, uno dei più illustri del mondo.
Da più di vent'anni organizza al Teatro Manzoni di Milano la rassegna musicale Aperitivo in Concerto; la controllata Publitalia '80 è sponsor principale della Mostra del Libro Antico, organizzata dalla Fondazione Biblioteca di via Senato, presso il Palazzo della Permanente di Milano.

## Sedi di corrispondenza
Le sedi di corrispondenza si trovano in ogni regione (a eccezione di Basilicata, Calabria e Sardegna) e anche all'estero nelle seguenti città:
- New York (ufficio situato nel palazzo della CBS)
- Bruxelles
- Londra
- Gerusalemme

## Controversie
Nel dicembre 2016 il gruppo francese Vivendi avvia una campagna ostile volta all'acquisizione di azioni di Mediaset. Il 12 dicembre i francesi annunciano di detenere più del 3% del capitale e dichiarano di voler continuare ad acquistare azioni dell'azienda per arrivare ad una quota tra il 10% e il 20%. Nei giorni successivi Vivendi arriva al 20% e il 19 dicembre annuncia di voler salire fino al 30% di Mediaset. Il 20 dicembre 2016 la partecipazione sale al 25,75% del capitale e del 26,77% dei diritti di voto. Il 22 dicembre 2016 l'azienda annuncia che ha raggiunto il 29,99% del capitale.
Mediaset denuncia il comportamento di Vivendi davanti all'Autorità per le garanzie nelle comunicazioni (Agcom), accusando i francesi di aver violato la normativa italiana che, per salvaguardare il pluralismo dell'informazione, vieta a una singola impresa di realizzare, direttamente o indirettamente, oltre il 20% dei ricavi complessivi del "Sistema integrato di comunicazioni" (Legge Gasparri). Nell'attesa di un pronunciamento dell'Autorità garante, Mediaset è costretta a correre immediatamente ai ripari. Tra svalutazioni di asset, oneri straordinari e zavorre legate alla permanenza dei conti della pay-tv in bilancio, il costo pagato da Mediaset per il braccio di ferro con Bolloré viene stimato sui 341 milioni, portando un passivo di 294 milioni nel bilancio Mediaset del 2016.
Al 1º marzo 2017, stando ai dati divulgati dalla Consob, la partecipazione di Vivendi è attestata al 25,753% del capitale. Intanto l'Agcom accerta che Vivendi ha violato la normativa italiana. In conseguenza a tale pronunciamento il gruppo francese trasferisce a una società indipendente (la fiduciaria Simon, di diritto francese, trust del gruppo italiano Ersel), la proprietà del 19,19% delle azioni Mediaset, impugnando però in parallelo la delibera dell'Agcom davanti al Tar del Lazio per ottenerne l'annullamento. Il giudice italiano non si pronuncia subito, ma chiede alla Corte di giustizia dell'Unione europea se la normativa italiana sia compatibile con il diritto dell'Unione. Passano tre anni. Nel 2020 l'alta Corte ravvisa profili d'incompatibilità tra il "Sistema integrato di comunicazioni" e la normativa europea sulla concorrenza. Di conseguenza, alla fine di dicembre dello stesso anno, il Tar del Lazio annulla la delibera del 10 aprile 2017 dell'Agcom.
Il 19 aprile 2021 il Tribunale di Milano condanna Vivendi a risarcire Mediaset di €1,7 milioni per il mancato acquisto di Mediaset Premium. La decisione cambia nettamente uno scenario che rimaneva immutato da oltre quattro anni. Dopo alcuni giorni le due parti raggiungono un accordo consensuale: l'intesa toglie al gruppo francese la possibilità di imporre blocchi, permettendo così a Mediaset di rilanciare i suoi progetti europei. Inoltre, nel giro di cinque anni, Vivendi dovrà vendere sul mercato il 19,19% che avrebbe dovuto “parcheggiare” in Simon Fiduciaria per ordine dell'Agcom e dovrà scendere al 4,61% senza acquistare più titoli, votando a favore del trasferimento della sede legale di Mediaset nei Paesi Bassi e lasciando così campo libero all'acquisizione della rete francese M6 e della tedesca ProSiebenSat.1 Media, 
Nello stesso anno Mediaset vince una causa contro Dailymotion. La piattaforma dovrà pagare al Biscione €26,3 milioni per la pubblicazione di video di RTI e Medusa Film protetti da copyright. Alla fine dell'anno Mediaset annuncia alle autorità antitrust austriache di aver acquisito il controllo de facto di ProSiebenSat, possedendo il 29,9% delle azioni.

## Marchio

L'emblema originario dei Visconti raffigurante il "Biscione"

Il logo di Mediaset è la testa stilizzata del Basilisco, detto anche Biscione, adottato come simbolo araldico e stemma dai Visconti, signori di Milano, a partire dall'XI secolo in seguito alle gesta di Oddone Visconti in Terra Santa nel 1187. Il Basilisco venne poi acquisito dagli Sforza nel corso del XIV secolo, sino a divenire uno dei simboli della città.
Il Biscione di Mediaset porta tra le fauci un fiore di otto petali, a differenza dello stemma dei Visconti in cui si trova un moro. Il logo è stato creato negli anni settanta come simbolo di Milano 2: un progetto urbanistico ad opera di Silvio Berlusconi situato nella natura (il fiore), adiacente a Milano (il Biscione). Da allora ha sempre rappresentato il gruppo Fininvest, quindi il canale Telemilano, la cui sede era per l'appunto a Milano 2, in seguito divenuto Canale 5. Di qui l'adozione del simbolo da parte di Mediaset nel 1993 esteso a tutte le società del gruppo televisivo; nel 2004 ha poi assunto la linea attuale in concomitanza con il lancio dell'offerta televisiva in digitale.
È simbolo anche di Milano 3, Medusa, della società di aerotrasporti privata Alba, del Teatro Manzoni e, in altre differenti declinazioni, del canale Mediashopping, della ONLUS Mediafriends, del gruppo assicurativo-bancario Mediolanum, aziende facenti parte sempre di Fininvest.
Il colore del fiore è il principale carattere distintivo del simbolo: azzurro per Mediaset e per il vecchio logo del gruppo Mediolanum, blu notte scuro per Canale 5 (in precedenza rosso e poi arancione), verde per Fininvest e Mediafriends, giallo per Alba e Medusa, rosso per Milano 2, Milano 3 e il Teatro Manzoni.
Per identificare il gruppo televisivo facente capo a Fininvest, viene spesso utilizzato per l'appunto il termine Biscione.